# Mr Doodle
Mr Doodle, pseudoniem van Sam Cox (Kent, 1994) is een Engelse kunstenaar die bekend staat om zijn doodles.

## Werk
Cox was vanaf jonge leeftijd al bezig met het tekenen van simpele tekeningen genaamd ‘doodles’. 
Cox studeerde illustratie in Bristol aan de University of the West of England. De bijnaam ‘Mr Doodle’ kreeg hij van een leraar.
Zijn werk staat bekend om zijn figuren met dikke lijnen die hij zelf omschrijft als ‘grafitti spaghetti’ en “OCD- Obsessive Compulsive Drawing”. Zijn werk ontstaat spontaan en wordt ter plekke geïmproviseerd. Kenmerkend aan zijn stijl zijn de drukke, willekeurige patronen en composities. Inspiratie voor zijn werk haalt Cox uit alledaagse zaken zoals tekenfilms en computerspellen. Zijn werk is tentoongesteld in onder andere Londen en Seoul. Cox heeft daarnaast ook samengewerkt met merken als MTV, Adidas, Puma en Fendi.
Cox heeft zijn huis in Kent, genaamd ‘Doodleland’, volledig bedekt met doodles. Hij werkte aan dit kunstwerk tussen september 2020 en september 2022. De kunstenaar heeft naar eigen zeggen 900 liter witte verf, 401 bussen zwarte spuitverf, 286 flessen zwarte inkt en 2296 inktpatronen voor zijn stiften gebruikt.
In 2019 werd zijn werk Spring verkocht in Tokio voor iets minder dan één miljoen dollar.